# 多凸函数
数学における多凸性（たとつせい、英: polyconvexity）とは、行列の空間上で定義される函数の凸性の概念の一般化である。主に固体力学 に応用を持つ。特に、固体の歪みエネルギーに対する物理的な条件はふつう多凸（だが凸でない）函数になる。
任意の準凸な多凸函数は凸函数となるが、逆は成り立たない。必ずしも任意の凸または準凸函数は多凸でない。

## 定義
Ball (1977) は弾性あるいは弾性変形位置エネルギーに対して凸性を仮定することは物理的な状況に合わないこと、つまり弾性ポテンシャルは凸函数でないことがあり得ることを示した。Ball は凸性の概念が制約として強すぎるためより弱い概念で置き換えられるべきであると提唱、自身は解の存在に関するいくらかの結果を定式化できるような制約の弱い合理的な条件として多凸性の定義を考案した。大抵の文献では Ball が最初に考案したものよりもやや広い意味で多凸函数を定義する。
体 K（これは実数体 R でも複素数体 C でもよい）上のすべての m × n 行列のなす空間Mm×n(K) 上の拡大実数値函数 f: Mm×n(K) → R = R ∪ {±∞} が多凸 (polyconvex) であるとは、
{\displaystyle A\mapsto f(A)}
が行列 A のすべての小行列式を変数として凸であること、より具体的には
{\displaystyle f(A)=F(\operatorname {adj} _{1}A,\operatorname {adj} _{2}A,\ldots ,\operatorname {adj} _{r}A)}
が 1 ≤ p ≤ min{m, n} なる任意の p に対する p × p 小行列式たちに関する、K 上の凸函数となることを言う。ただし、adjp A は A の p × p 小行列式を全て並べたもの（たとえば adj1 A は A の m × n 個ある要素全て）、r = min{m, n} である。F は
{\displaystyle \tau (m,n):=\sum _{p=1}^{r}\sigma (p),\quad \sigma (p):={m \choose p}{n \choose p}={\frac {m!n!}{(p!)^{2}(m-p)!(n-p)!}}}
と置けば τ(m,n) 個の引数を持つ拡張実数値函数 F: Kτ(m,n) → R である。

## 例と性質
多凸性は、凸性よりも弱い性質である。例えば、次で与えられる函数 f は多凸であるが、凸ではない。
{\displaystyle f(A)={\begin{cases}{\frac {1}{\det(A)}},&\det(A)>0;\\+\infty ,&\det(A)\leq 0.\end{cases}}}